# Beaufort (pays de Galles)
Pour les articles homonymes, voir Beaufort.
Beaufort ou Cendl est un village et une communauté du Blaenau Gwent, dans le sud-est du pays de Galles. Au recensement de 2011, il comptait 3 866 habitants.

## Toponymie
Le nom anglais du village, Beaufort, renvoie au fait que les ducs de Beaufort y possédaient des terres au XVIIIe siècle. Son nom gallois, Cendl, dérive également d'un patronyme, celui de la famille Kendall, des maîtres de forges anglais qui établissent en 1779 une fonderie sur un terrain loué au duc de Beaufort.

## Histoire
Beaufort appartient au comté du Brecknockshire jusqu'en 1888. Il fait partie des régions industrialisées qui sont transférées au comté voisin du Monmouthshire à cette date. En 1974, le Local Government Act 1972 entre en force et le village est rattaché au comté de Gwent. Il relève du borough de comté de Blaenau Gwent depuis 1996 et l'entrée en vigueur du Local Government (Wales) Act 1994.
En 2010, la communauté de Beaufort est scindée en trois avec la création de deux nouvelles communautés à Badminton et Rassau. Une nouvelle scission a lieu en 2021 avec la création de la communauté de Garnlydan.